# 麥可·皮內達
麥可·皮內達（西班牙語：Michael Francisco Pineda Paulino，1989年1月18日—）出生於多明尼加共和國的聖克里斯多堡省，為美國職棒大聯盟的先發投手，目前為自由球員。皮內達於2005年以自由球員身份和西雅圖水手簽約，然後在2011年首次升上大聯盟。在新人球季第一年，他就入選參加全明星賽，在美聯最佳新人獎獲得第5名。

## 小聯盟時期
2005年12月12日，皮內達在16歲的年紀和西雅圖水手簽下合約。2006年他參加多明尼加夏季聯盟（Dominican Summer League），開始了他的棒球職業生涯，繳出2勝1敗、0.44防禦率的成績。2007年他繳出6勝1敗、2.29防禦率的成績。2008年，皮內達在水手1A的威斯康辛木紋響尾蛇（Wisconsin Timber Rattlers）開始他的球季，繳出8勝6敗、1.95防禦率的成績，被打擊率只有0.216，並且投出128次三振。美國棒球雜誌將他評為水手農場裡面最有前景的第10名。另外他還被評為小聯盟裡最佳的投手。
2009年，皮內達因為受傷的關係，錯了整個球季。2010年，美國棒球雜誌將他評為水手農場裡面最有前景的第7名，這一年他在2A繳出了8勝1敗、2.22防禦率的成績，62.1局裡面投出76次三振和17個保送。另外他還獲得了美國棒球雜誌跟今日美國日報評為小聯盟裡面最佳投手和最佳球員。
2011年，美國棒球雜誌將皮內達評為水手農場潛力新秀裡面第2名，也是職業棒球裡面最好的球員第7名。

## 大聯盟時期

### 西雅圖水手

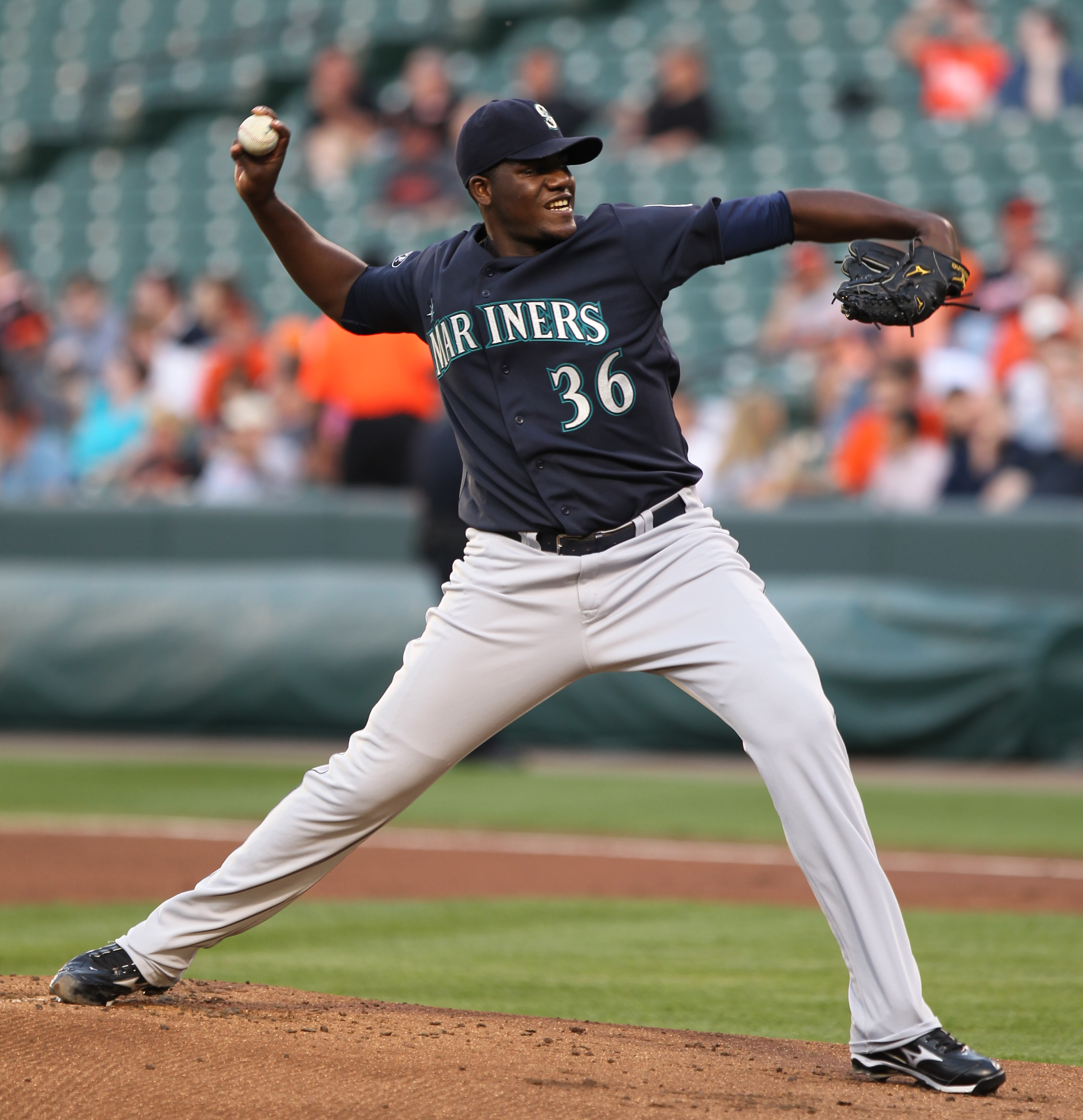
2011年，於西雅圖水手的皮內達。

2011年球季，西雅圖水手將皮內達升上大聯盟，並且成為5名先發輪值投手中的第5號先發，也是第3位在開幕戰就成為先發投手的年輕球員（其他2名球員是Chris Sale和Tim Collins）。4月5日是他在大聯盟的第一場先發比賽，於客場對德州遊騎兵，投6局失3分，最後吞下敗投。4月12日對多倫多藍鳥的比賽，他投7.1局失2分，最後球隊以3：2獲勝，他也順利拿下大聯盟生涯的第1勝。4月28日的比賽中，他於6局的投球中投出生涯新高的9次三振。皮內達在大聯盟第一個月的表現為4勝1敗、防禦率2.01的成績，並於31.1局投出30次的三振，如此優異的表現讓他獲得了美國聯盟單月表現最佳投手獎項。
7月10日，皮內達獲選參加生涯第一次的全明星賽，他接替賈斯丁·韋蘭德投球，他完美的三振了史考特·羅倫和Rickie Weeks 。於明星賽前皮內達的成績113局的投球中繳出為8勝6敗、3.03防禦率、113次三振和36次保送的成績。2011年球季，皮內達的成績171局的投球中繳出為9勝10敗、3.74防禦率、173次三振和55次保送的成績。在球季最後兩個月的7場先發裡面，他沒有拿下任何勝投。在今年的美聯最佳新人獎獲得第5名的成績（前4名排名依序為Jeremy Hellickson、Mark Trumbo、Eric Hosmer和Ivan Nova）。

### 紐約洋基
2012年1月，紐約洋基以Jesús Montero與Héctor Noesí和水手交易皮內達與José Campos。
2012年球季，由於皮內達春訓尾聲時傳出肩膀不適的消息，最被放進傷兵名單中。4月25日，球隊宣布，皮內達的肩關節唇有撕裂傷，將在5月2日動手術，預計需要1年的時間休息與復健，也宣告本季將不會出賽。布萊恩·凱許曼今天表示：「我大受打擊，投手永遠有風險，但這是我冬天所做的重要交易，要補進投手總是要張大眼睛。一開始就遇到這種事，相當讓人難受，但顯然對球員自己來說更難受。皮內達是個好孩子，他很認真訓練。我們最不希望看到的，也是他最不希望看到的就是手術，但考量到所有的狀況，這是目前最好的做法」。他相信水手事前也不知道皮內達的傷勢狀況，也強調交易時皮內達接受過完整的體檢。他說：「我們有機會做完整的體檢，我們也做了，結果沒問題。皮內達過去沒有過肩膀的問題，他也沒有向水手抱怨過，水手也不曾對他的肩膀做過任何檢查。這只是一個隨時都可能發生的不幸事件，而最後真的發生了」。總教練喬·吉拉迪說：「這是個損失，我們今年本來很期待他」，「這很不幸，但我們何時、何處、如何做了什麼事情都不重要，我們現在要做的是繼續前進，試著讓他恢復健康」。

## 球探報告
皮內達是身高6尺7吋體重260磅的選手。2011年他的快速球球速平均為94.7 mph，為大聯盟史上投超過100局的新人裡球速最快的，在現役球員裡面排名第4名，其他3名是Alexi Ogando、賈斯丁·韋蘭德和大衛·普萊斯。另外美國棒球雜誌提到皮內達在水手農場系統裡，他有很好的快速球。皮內達除了有很好的快速球，他還能投出優異的滑球解決打者，另外還能投出變速球。

## 年度投球成績
| 年度      | 球團      | 場次 | 先發 | 完投 | 完封 | 無 四 死 | 勝場 | 敗場 | 救援 | 中繼 | 勝率 | 投 球 局 數 | 被 安 打 | 被 全 壘 打 | 保送 | 敬遠 | 觸 身 球 | 三振 | 失分 | 自 責 分 | 防 禦 率 | WHIP |
| --------- | --------- | ---- | ---- | ---- | ---- | -------- | ---- | ---- | ---- | ---- | ---- | ----------- | -------- | ----------- | ---- | ---- | -------- | ---- | ---- | -------- | -------- | ---- |
| 2011      | SEA       | 28   | 28   | 0    | 0    | 0        | 9    | 10   | 0    | 0    | .474 | 171.0       | 133      | 18          | 55   | 1    | 5        | 173  | 76   | 71       | 3.74     | 1.10 |
| 2014      | NYY       | 13   | 13   | 0    | 0    | 0        | 5    | 5    | 0    | 0    | .500 | 76.1        | 56       | 5           | 7    | 0    | 0        | 59   | 18   | 16       | 1.89     | 0.83 |
| 2015      | NYY       | 27   | 27   | 1    | 0    | 0        | 12   | 10   | 0    | 0    | .545 | 160.2       | 176      | 21          | 21   | 0    | 3        | 156  | 83   | 78       | 4.37     | 1.23 |
| 通算：3年 | 通算：3年 | 68   | 68   | 1    | 0    | 0        | 26   | 25   | 0    | 0    | .510 | 408.0       | 365      | 44          | 83   | 1    | 8        | 388  | 177  | 165      | 3.64     | 1.10 |

## 外部連結
- 球員資訊和成績在MLB，ESPN，Baseball-Reference，Fangraphs，The Baseball Cube，Baseball-Reference (Minors)（英文）